# La grande menzogna (film 1933)
La grande menzogna (No Other Woman) è un film del 1933, diretto da J. Walter Ruben.
Adattamento cinematografico di Just a Woman, un lavoro teatrale di Eugene Walter andato in scena in prima a Broadway il 17 gennaio 1916, è il remake di due film muti, entrambi con lo stesso titolo: un Just a Woman del 1918 diretto da Julius Steger e un Just a Woman del 1925 diretto da Irving Cummings.

## Trama
In Pennsylvania, Big Jim Stanley lavora come operaio in un'acciaieria mentre la moglie Anna fa l'affittacamere. Uno dei pensionanti, Joe Zarcovia, inventa una speciale vernice che promette di essere rivoluzionaria. Anna, allora, chiede al marito di investire il denaro che lei ha risparmiato con la sua pensione nella commercializzazione della vernice ma il marito rifiuta di farlo e se ne va fuori. Anna lo vede, ubriaco, insieme a un'altra donna ma, il giorno dopo, Jim, pentito, ritorna da lei, acconsentendo alla sua proposta.
Con il denaro degli Stanley, la vernice si rivela un grande successo, facendo la fortuna di Zarcovia e di Jim che si mettono in società. Dopo qualche anno, Jim è diventato un ricco imprenditore, padrone di diverse acciaierie. In fondo, però, non è cambiato: sempre sensibile al fascino delle donne, si innamora di Margot Van Dearing che, a caccia di un uomo con i soldi, cattura facilmente la sua preda. Volendo farsi sposare, Margot minaccia di lasciare l'amante se questi non chiederà il divorzio da Anna. Ma Anna, convinta che si tratti di un'infatuazione passeggera, anche se è rimasta ferita dal tradimento di Jim, non acconsente a lasciare il marito. Lui, allora, la cita per adulterio, trovando i testimoni tra i suoi dipendenti che, in tribunale, dichiarano che Anna ha passato la notte con un altro uomo. I giudici, non credendo alle dichiarazioni di innocenza di Anna, annunciano che perderà la custodia del figlio Bobbie. Lei, allora, spinta dalla disperazione, ammette l'adulterio, dichiarando che Bobbie non è figlio di Jim, per cui lui non può accampare alcun diritto sul ragazzo. Jim, sopraffatto dal coraggio della moglie, confessa di aver manipolato i testimoni. Condannato per falsa testimonianza, finisce in prigione.
Un anno dopo, scontata la pena, Jim torna libero. Ma la sua azienda, rimasta senza guida, ormai non gli appartiene più. Così torna a lavorare in fabbrica, non volendo neanche farsi trovare da Anna. Lei, però, lo cerca e quindi lo convince a tornare a casa con lei.

## Produzione
Il film fu prodotto dalla RKO Radio Pictures.

## Distribuzione
Distribuito dalla RKO Radio Pictures, il film uscì nelle sale cinematografiche USA il 6 gennaio 1933. Sempre nel 1933, fu distribuito anche in Francia (1º settembre) e in Spagna, il 18 settembre, a Madrid, con il titolo Fiel a una mujer. L'anno seguente, uscì in Portogallo (2 maggio, come A Única Mulher) e Ungheria (13 giugno 1934, come Soha más asszonyt).